# 兹齐斯瓦夫·克日什科维亚克
兹齐斯瓦夫·克日什科维亚克（波蘭語：Zdzisław Krzyszkowiak，1929年8月3日—2003年3月23日），波兰男子田径运动员。他曾代表波兰参加1956年和1960年夏季奥林匹克运动会田径比赛，其中1960年奥运会获得一枚金牌。